# Iguanodectes rachovii
Iguanodectes rachovii es una especie de peces de la familia Characidae en el orden de los Characiformes.

## Morfología
Los machos pueden llegar alcanzar los 6,2 cm de longitud total.

## Hábitat
Vive en zonas de clima tropical.

## Distribución geográfica
Se encuentran en Sudamérica: río Amazonas (desde Manaus hasta Belém) y ríos costeros cerca de Belém (incluyendo el río capilar) en Brasil.